# مارينا دي جيويسا يونيكا
هي مدينة تقع في مقاطعة ريدجو كالابريا في إيطاليا .

## السكان
في سنة 1861 بلغ عدد السكان 2٬829 نسمة، وتطور العدد ليصل في سنة 2011 لـ 6٬515 نسمة.
يظهر هذا المخطط البياني تطور النمو السكاني لـ مارينا دي جيويسا يونيكا